# Encephalartos msinganus
Encephalartos msinganus — вид голонасінних рослин класу саговникоподібні (Cycadopsida).
Етимологія: Від району Msinga, південно-східна Наталь, закінчення лат. -anus вказує на родовий відмінок.

## Опис
Рослини деревовиді; стовбур 3 м заввишки, 35 см діаметром. Листки 110—150 см завдовжки, світло- або яскраво-зелені, високоглянсові, хребет зелений, прямий, жорсткий або трохи зігнутий; черешок прямий, з 1–6 колючками. Листові фрагменти ланцетні; середні — 14–17 см завдовжки, 16–20 мм завширшки. Пилкові шишки 2–4, вузькояйцевиді, жовті, завдовжки 30–40 см, 11–12 см діаметром. Насіннєві шишки 1–2, яйцевиді, жовті, завдовжки 42 см, 22 см діаметром. Повислі. Насіння довгасте, саркотеста червоне.

## Поширення, екологія
Країни поширення: ПАР (Квазулу-Натал). Росте на висоті від 900 до 1200 м над рівнем моря. Цей вид росте на короткотравих луках на крутих північних схилах, як правило, серед валунів в згустках чагарників. Рослини менш часто зустрічається на пісковиковикових скелях, під більш-менш прямим сонячним світлом. За непідтвердженими повідомленнями, рослини, які ростуть у різних середовищах мають незначні відмінності в морфології листа.

## Загрози та охорона
Виду сильно загрожує браконьєрство в декоративних цілях. Руйнування середовища проживання є також загальною проблемою. Вид не зустрічається в охоронних територіях. Є численні рослини в культурі, так що є хороший потенціал для поширення виду.